# Henri Maeck
Henricus (Henri) Maeck (Ukkel, 22 mei 1841 – overleden) was een Belgisch trompettist, dirigent en componist/arrangeur.
Hij was zoon van dagloner Philippus Maeck en Anne Catherine De Bue.
Hij kreeg zijn muziekopleiding aan het Koninklijk Conservatorium Brussel. Vervolgens maakte hij carrière in orkesten van het Belgische leger. Zo was hij trompettist in het Orkest van de Gidsen (1861-1867), 8e Linieregiment (1867-1869) en het 2 Regiment Jagers te Paard (1878-1886) in en om Brugge. Hij werd daarna kapelmeester bij het 2e Linieregiment (1886-1899) te Brugge. In dat laatste jaar ging hij met pensioen. Voor zijn pensioen was hij al bezig les te geven aan de Stedelijk Muziekschool in Geraardsbergen, alwaar hij tussen 1897 en 1914 ook directeur  was of andere bestuursfuncties vervulde. Hij leidde voorts nog de Société Philharmonique in Lessen.
Maeck schreef voor zijn militaire orkesten tal van arrangementen van klassieke werken en droeg zo bij aan de popularisering van de klassieke muziek in zijn land. Zijn Friquet et Friquette voor twee trompetten stond jarenlang op de lessenaars als ook Les Perles (polka pour piston).
Na 1914 werd niets meer van hem vernomen.